# Ischnophanes
Ischnophanes is een geslacht van vlinders van de familie kokermotten (Coleophoridae).

## Soorten
- I. aquilina Baldizzone & v.d.Wolf, 2003
- I. atelesta Turner, 1936
- I. baldizzonella Vives, 1983
- I. canariella Baldizzone, 1984
- I. capnopleura Turner, 1936
- I. elaphropa Turner, 1936
- I. ethemon Turner, 1936
- I. excentra Baldizzone & v.d.Wolf, 2003
- I. idiotropa Turner, 1936
- I. macromita Turner, 1936
- I. monocentra Meyrick, 1891
- I. potheta Turner, 1936
- I. semidalota Turner, 1936
- I. suffusa Turner, 1936
- I. symmicta Turner, 1936